# Rychlik (wieś w województwie wielkopolskim)
Rychlik (niem. Karolina) – wieś w Polsce położona w województwie wielkopolskim, w powiecie czarnkowsko-trzcianeckim, w gminie Trzcianka. Liczba mieszkańców w 2011 roku wynosiła 367 osób. 

## Położenie
Rychlik jest położony wśród lasów, w pobliżu Bukówki, w południowo-zachodniej części gminy, około 13 km od Trzcianki.

## Historia
Pierwsze informacje o Rychliku pochodzą z 1629 roku i dotyczą przysięgi sołtysów, związanej z podatkiem podymnym. Z dokumentu wynika, iż ówczesnym sołtysem wsi był Kirstanus (był także sołtysem wsi Straduń i Trzcianka).
W latach 1738–1755 wieś należała do Stanisława Poniatowskiego, a od 1755 do Józefa Lasockiego.
Po I rozbiorze Polski, Rychlik znalazł się w granicach Prus. Do Macierzy powrócił w 1945 r. Wieś zamieszkała ludność głównie z województwa poznańskiego, byłych województw wschodnich II RP oraz pomorskiego i lubelskiego. W latach 1975–1998 miejscowość położona była w województwie pilskim.

### Legenda
Wedle starej legendy, pewna hrabianka z Wielenia o imieniu Karolina, zapałała gorącym uczuciem do biednego, lecz przystojnego leśniczego. Zachwyciła się również miejscem, w którym mieszkał. Hrabianka przeniosła się do leśniczego, a on na jej prośbę wyciął na wzór ręki kawałek lasu. W taki sposób miała powstać osada o nazwie Karolina, z której w stronę północną odchodziło pięć leśnych dróg. Patrząc na mapę, można owe pięć ścieżek dojrzeć.

## Informacje o wsi
W centralnej części wsi stoi kapliczka, a nieopodal niej kościół, wybudowany w latach 1927-1928, jako kościół filialny parafii katolickiej w Trzciance.
Niedaleko znajduje się też szkoła podstawowa, przy której działa Ludowy Klub Sportowy „Zuch”.
Do zabytków Rychlika należy park dworski z XVIII w. oraz dawny cmentarz ewangelicki z przełomu XIX i XX wieku. W pobliżu wsi znajduje się stary cmentarz, na którym w XIX w. chowano młynarzy i ich rodziny.
Przez Rychlik wiodą szlaki: pieszy i rowerowy, z Górnicy do Smolarni. Niedaleko wsi znajduje się Jezioro Szczupacze. Jest to jezioro polodowcowe, położone wśród lasów.